# Nguyễn Quang Sáng
Nguyễn Quang Sáng (bút danh là Nguyễn Sáng; 1932 – 2014) là nhà văn Việt Nam, được tặng Giải thưởng Hồ Chí Minh về Văn học – Nghệ thuật năm 2000. Ông được biết đến với vai trò là tác giả và biên kịch của hai tác phẩm nổi tiếng là truyện ngắn Chiếc lược ngà và phim điện ảnh Cánh đồng hoang. Ông là Phó Tổng thư ký Hội Nhà văn Việt Nam khóa IV (1989-1995).

## Tiểu sử
Nguyễn Quang Sáng (bút danh là Nguyễn Sáng) sinh ngày 12 tháng 1 năm 1932 tại xã Mỹ Luông (nay là thị trấn Mỹ Luông), huyện Chợ Mới, tỉnh An Giang.
Từ tháng 4 năm 1946, ông xung phong vào bộ đội, làm liên lạc viên cho đơn vị Liên Chi 2. Đến năm 1948, được bộ đội cho đi học thêm văn hóa ở Trường trung học kháng chiến Nguyễn Văn Tố. Năm 1950, về công tác tại Phòng Chính trị Bộ Tư lệnh phân khu miền Tây Nam Bộ, làm cán bộ nghiên cứu tôn giáo (chủ yếu là Phật giáo và Hòa Hảo).
Năm 1955, ông theo đơn vị tập kết ra Bắc, chuyển ngành với quân hàm Chuẩn úy, về làm cán bộ Phòng Văn nghệ Đài Tiếng nói Việt Nam. Từ năm 1958, công tác ở Hội Nhà văn Việt Nam, làm biên tập viên tuần báo Văn nghệ, biên tập viên Nhà xuất bản Văn học, cán bộ sáng tác.
Năm 1966, ông vào chiến trường miền Nam, làm cán bộ sáng tác của Hội Văn nghệ Giải phóng. Năm 1972, trở ra Hà Nội, tiếp tục làm việc ở Hội Nhà văn.
Sau ngày 30-4-1975, ông về Thành phố Hồ Chí Minh, giữ chức Tổng Thư ký (về sau đổi tên gọi thành Chủ tịch) Hội Nhà văn Thành phố Hồ Chí Minh các khóa l, II, III (1981–2000).
Nguyễn Quang Sáng là đảng viên Đảng Cộng sản Việt Nam; hội viên sáng lập Hội Nhà văn Việt Nam từ năm 1957; ông là Ủy viên Ban Chấp hành Hội Nhà văn Việt Nam khóa II, III và là Phó Tổng thư ký Hội Nhà văn Việt Nam khoá IV.
Không lâu sau sinh nhật lần thứ 82, ông đột ngột qua đời tại nhà riêng nơi mà ông đang sống tại Quận 7 vào lúc 17 giờ ngày 13 tháng 2 năm 2014.

## Sự nghiệp
Suốt cuộc đời cầm bút, Nguyễn Quang Sáng hầu như dồn mọi bút lực viết về mảnh đất, con người Nam Bộ. Từ tập truyện ngắn Con chim vàng lần đầu tiên được xuất hiện trên báo Văn nghệ năm 1957, cho đến lúc giã từ cõi tạm, ông đã để lại 16 tập truyện ngắn và tiểu thuyết cùng với hơn 10 kịch bản phim.
Truyện ngắn Chiếc lược ngà (1966) được đưa vào giảng dạy chương trình Trung học cơ sở qua Sách giáo khoa Ngữ văn 9, tập 1 phần Văn bản từ năm học 2005 - 2006.
Ông đã giành được nhiều giải thưởng về văn học: Giải thưởng cuộc thi truyện ngắn báo Thống Nhất năm 1959 với truyện ngắn Ông Năm Hạng; Giải thưởng Cuộc thi truyện ngắn tạp chí Văn nghệ Quân đội (1959) với truyện ngắn Tư Quắn; Giải thưởng Hội đồng văn học thiếu nhi Hội Nhà văn Việt Nam (1985) với Dòng sông thơ ấu; Giải thưởng Hội Nhà văn Việt Nam (1994) với tập truyện ngắn Con mèo của Foujita; Giải Mai vàng cho Nhà văn xuất sắc năm 1997 với truyện ngắn Vểnh râu.
Ngoài ra, bộ phim Cánh đồng hoang (do ông viết kịch bản) được tặng Huy chương vàng tại Liên hoan phim toàn quốc (1980), Huy chương vàng Liên hoan phim quốc tế ở Moskva (1981); phim Mùa gió chướng (do ông viết kịch bản) đạt Huy chương bạc Liên hoan phim toàn quốc (Hà Nội 1980).
Năm 2000, ông được tặng Giải thưởng Hồ Chí Minh về Văn học Nghệ thuật với các tác phẩm: với các kịch bản phim Cánh đồng hoang, Mùa gió chướng, tập truyện ngắn Chiếc lược ngà và tiểu thuyết Đất lửa.

## Tác phẩm chính

### Văn xuôi
- Con chim vàng (tập truyện ngắn, 1956)
- Người quê hương (tập truyện ngắn, 1968)
- Nhật ký người ở lại (tiểu thuyết, 1961)
- Đất lửa (tiểu thuyết, 1963)
- Câu chuyện bên trận địa pháo (truyện vừa, 1966)
- Chiếc lược ngà (tập truyện ngắn, 1966)
- Bông cẩm thạch (tập truyện ngắn, 1969)
- Cái áo thằng hình rơm (truyện vừa, 1975)
- Mùa gió chướng (tiểu thuyết, 1975)
- Người con đi xa (tập truyện ngắn, 1977)
- Dòng sông thơ ấu (tiểu thuyết, 1985)
- Bàn thờ tổ của một cô đào (tập truyện ngắn, 1985)
- Tôi thích làm vua (tập truyện ngắn, 1988)
- 25 truyện ngắn (1990)
- Paris – tiếng hát Trịnh Công Sơn (1990)
- Con mèo của Foujita (tập truyện ngắn, 1991)
- Nhà văn về làng (tập truyện ngắn, 2008)

### Kịch bản phim
- Mùa gió chướng (1977)
- Cánh đồng hoang (1978)
- Pho tượng (1981)
- Cho đến bao giờ (1982)
- Mùa nước nổi (1986)
- Dòng sông hát (1988)
- Câu nói dối đầu tiên (1988)
- Thời thơ ấu (1995)
- Giữa dòng (1995)
- Như một huyền thoại (1995)
- Con gà trống (2002)
- Con khỉ mồ côi (2004)

Nguồn:

## Vinh danh
- Giải thưởng Hồ Chí Minh về Văn học Nghệ thuật năm 2000.

### Giải thưởng văn học
- Giải thưởng cuộc thi truyện ngắn báo Thống Nhất năm 1959 với truyện ngắn Ông Năm Hạng;
- Giải thưởng Cuộc thi truyện ngắn tạp chí Văn nghệ Quân đội (1959) với truyện ngắn Tư Quắn;
- Giải thưởng Hội đồng văn học thiếu nhi Hội Nhà văn Việt Nam (1985) với Dòng sông thơ ấu;
- Giải thưởng Hội Nhà văn Việt Nam (1994) với tập truyện ngắn Con mèo của Foujita;
- Giải Mai vàng cho Nhà văn xuất sắc năm 1997 với truyện ngắn Vểnh râu

Nguồn:

## Gia đình
Vợ ông là bà Lương Thị Phương, trước khi kết hôn với ông, bà đã có một đời chồng và một con riêng tên là Hoài Hương. Ông là cha ruột của đạo diễn Nguyễn Quang Dũng (sinh 1978) (người đã thay mặt gia đình đọc lời cảm tạ trong lễ truy điệu) và kiến trúc sư Nguyễn Viết Quang (sinh 1972).